# Everyone Sings Along with Acid House Kings
Everyone Sings Along with Acid House Kings är en EP av Acid House Kings, utgiven 2007. På skivan sjunger andra artister bandets låtar.

## Låtlista
| Nr | Titel                                                        | Längd |
| -- | ------------------------------------------------------------ | ----- |
| 1. | Will You Love Me in the Morning (framförd av Magnus Carlson) |       |
| 2. | Ce Coeur Est de Pierre (framförd av Les Très Bien Ensemble)  |       |
| 3. | Jag skyller allt på dig (framförd av Lasse Lindh)            |       |
| 4. | Do What You Wanna Do (framförd av Montt Mardié)              |       |
| 5. | Tonight Is Forever (framförd av Don Lennon)                  |       |

### Fotnoter
1. ↑  ”Acid House Kings”. Labrador. Arkiverad från originalet den 25 februari 2012. https://web.archive.org/web/20120225231101/http://www.labrador.se/releases/ahk.php3. Läst 2 mars 2012.